# Vehículo de transferencia automatizado

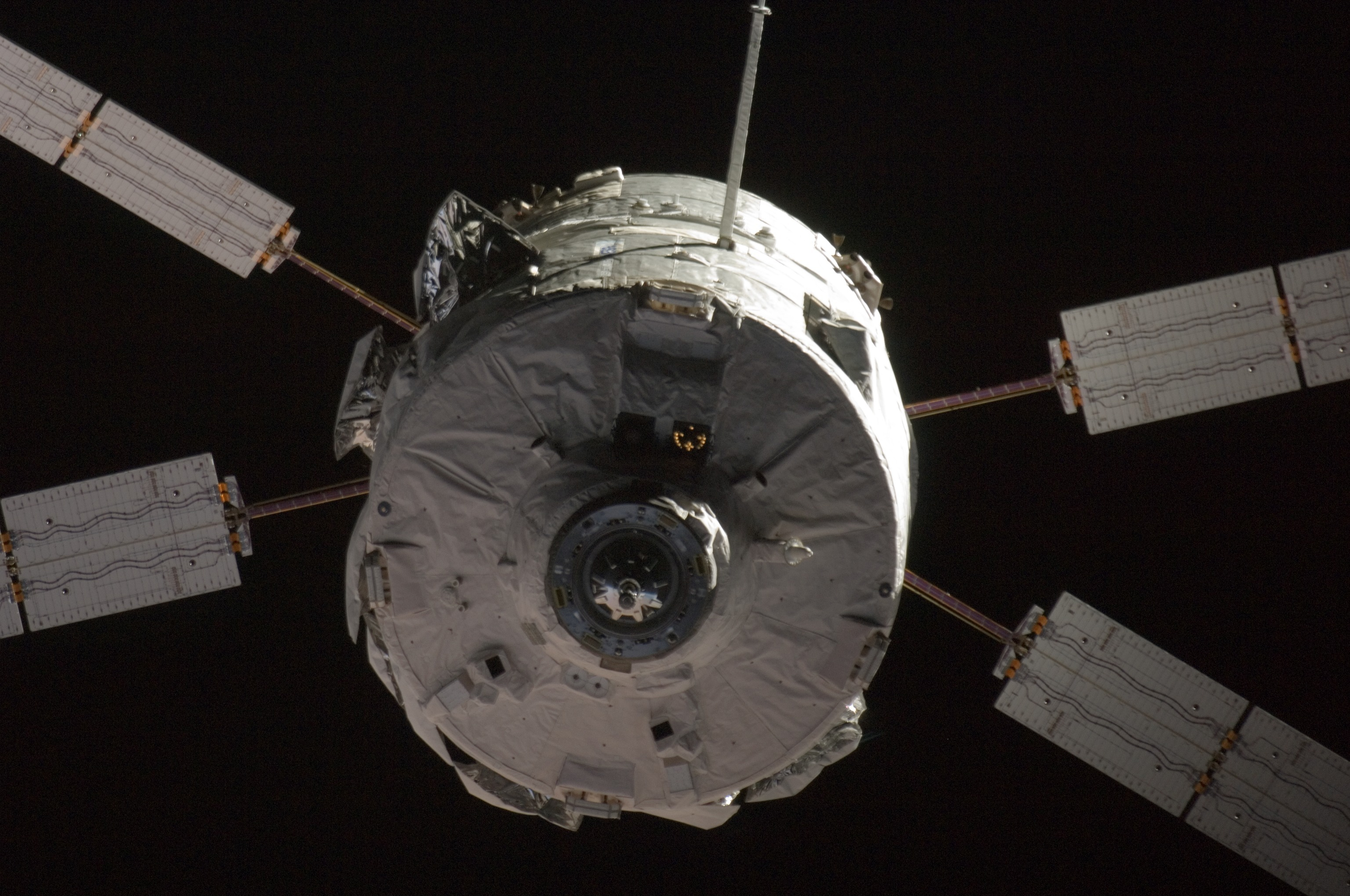
Aproximación del primer ATV, "Julio Verne", a la EEI

El vehículo de transferencia automatizado o ATV (Automated Transfer Vehicle) era una clase de nave espacial robótica que asumió funciones de abastecimiento, retirada de residuos y elevación periódica de la Estación Espacial Internacional (EEI). Este vehículo no llevaba tripulantes, pertenecía a la Agencia Espacial Europea (ESA) y era fabricado por 38 compañías, siendo EADS el principal contratista. 

## Unidades
Fueron fabricadas 5 unidades de ATV entre 2008 y 2014:
- ATV-001 Julio Verne, bautizada en honor del escritor francés Julio Verne, se lanzó el día 9 de marzo de 2008. Se acopló con éxito a la EEI el 4 de abril siguiente (después de realizar diversas demostraciones de los sistemas de navegación y seguridad) y se desacopló el 9 de septiembre, desintegrándose en la atmósfera terrestre el 29 de septiembre.
- ATV-002 Johannes Kepler, bautizada en honor de Kepler, matemático y astrónomo alemán del siglo XVII. Fue lanzada el 17 de febrero de 2011, reentrando en la atmósfera terrestre en junio del mismo año.
- ATV-003 Edoardo Amaldi, bautizada en honor de Edoardo Amaldi, físico italiano. Se acopló a la EEI el 29 de marzo de 2012. Fue la más grande y con más capacidad de carga de todas las naves europeas lanzadas hasta la fecha, y permaneció acoplada a la Estación Espacial por un periodo de 6 meses.
- ATV-004 Albert Einstein, bautizada en honor de Einstein, físico alemán. Fue lanzada en 5 de junio de 2013.
- ATV-005 Georges Lemaître, bautizada en honor de Lemaître, astrofísico y matemático belga. Fue lanzada en 29 de julio de 2014[1]

## Características

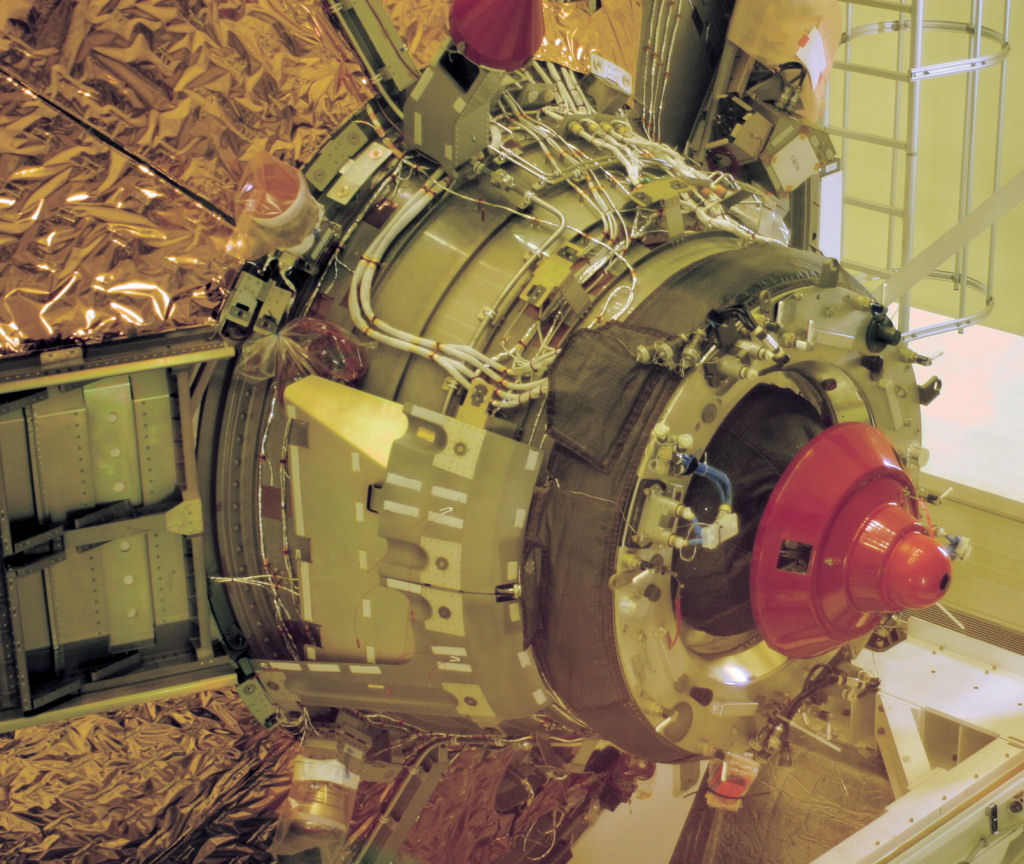
Detalle de la zona de acoplamiento de "Julio Verne"

Está integrado por tres elementos fundamentales:
- El módulo de propulsión.
- El pañol de aviónica.
- El transportador de carga (Cargo Carrier), con depósitos de gas para renovar la atmósfera de la EEI, agua potable, ergoles destinados al sistema de propulsión de la EEI.

Sus dimensiones físicas:
- 9,79m de longitud y 4,48m de diámetro.
- La envergadura de sus paneles solares es de 22,28m.
- La masa es de 10,4Tm.
- La capacidad de carga es 7,5Tm, y la de descarga de desechos de 6,3Tm.

El ATV es un vehículo automático, capaz de tomar decisiones por sí solo, incluyendo sistemas anticolisión de seguridad para el acoplamiento con la Estación Espacial Internacional. 

## Plan de vuelo
La nave es lanzada mediante un cohete Ariane 5 ES-ATV desde el Puerto espacial de Kourou e inyectada en una órbita de aproximación. Una vez separada la nave del lanzador, se ponen en funcionamiento los sistemas de navegación, pilotaje y propulsión que orientan al ATV hacia el Sol. Después se despliegan los paneles solares y la antena de comunicación con la EEI, y finalmente se lleva a cabo la transferencia a la órbita de la EEI, seguida del acoplamiento orbital. Incluido el procedimiento de atraque, el vuelo puede tener una duración de hasta 5 días. El vehículo puede permanecer hasta 6 meses en la EEI. 

## Maniobra de aproximación y atraque

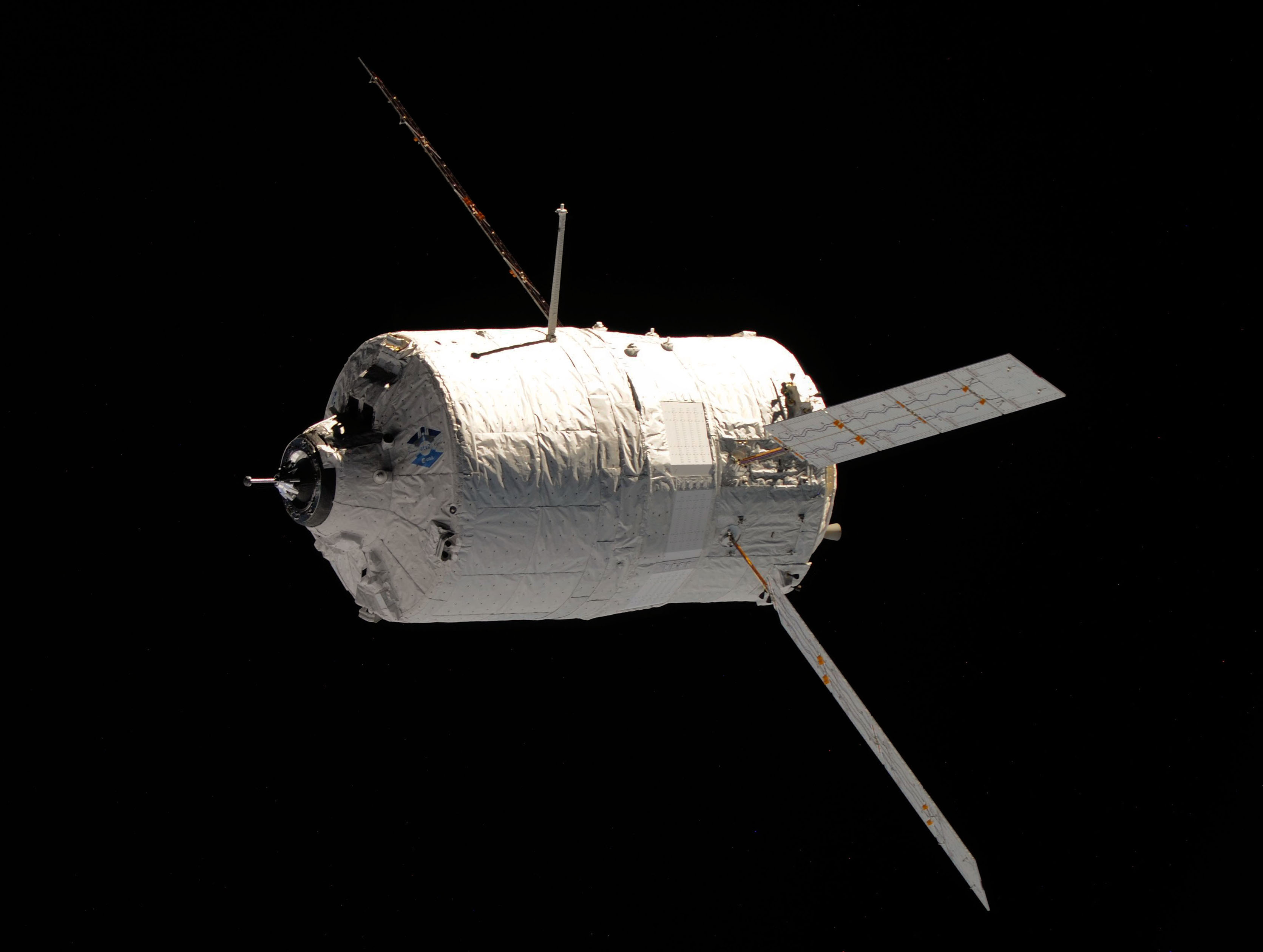
Fotografía de la ATV-002 en el espacio.

La nave utiliza un sistema GPS de alta precisión para identificar su posición relativa respecto a la de la EEI. En su maniobra de aproximación tiene 4 puntos de detención identificados como S1, S2, S3 y S4, en los que el ATV detiene su aproximación mientras el centro de control, ubicado en las instalaciones de ESA/ CNES en Toulouse (Francia), comprueba que los parámetros de aproximación son correctos y le envía la orden de continuar. En las últimas fases de la maniobra de aproximación el ATV utiliza sensores láser para alinearse correctamente con el puerto de atraque, situado en el módulo ruso Zvezda de la EEI.
La maniobra de atraque se realiza con un margen máximo de error de 10 cm cuando ambas naves se mueven a 27 000 km/h, lo que da una idea de su precisión y complejidad. Una vez acoplada, la nave establece de forma automática las conexiones eléctricas y de trasvase de fluidos con los sistemas de la EEI. Toda la maniobra es supervisada por los astronautas a bordo de la estación, que cuentan con la posibilidad de enviar al ATV la orden de abortar la maniobra si detectan algún problema.
A intervalos regulares, el ATV impulsará a la EEI a una órbita superior para compensar la caída provocada por el rozamiento con las partículas procedentes de la atmósfera terrestre. Para estas maniobras, el ATV usará unas 4,7 toneladas de combustible. Durante los 6 meses de su permanencia en la EEI, el ATV será utilizado como un módulo más de la misma, ya que al estar presurizado los astronautas pueden entrar y salir libremente.
Al terminar la misión, el ATV se retira de la EEI cargado de desechos, materiales innecesarios y aguas residuales. Previamente activado y preparado para la salida por el Centro de Control, el ATV se separa y aleja de la Estación de forma automática. El viaje de regreso llega a su fin sobre el Pacífico con la salida de órbita y la desintegración del vehículo al entrar este en contacto con la atmósfera terrestre.

## Planes de futuro

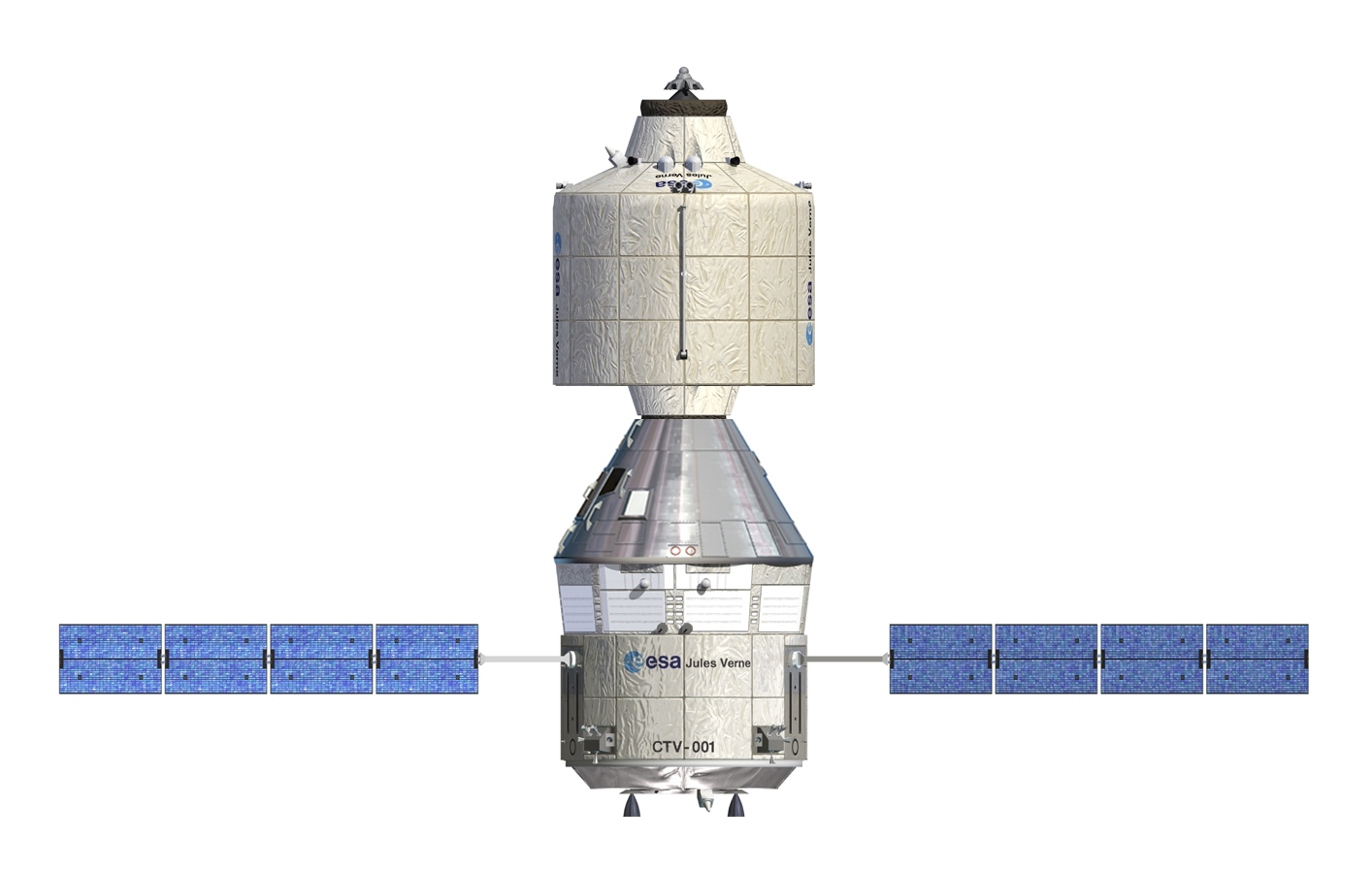
Ilustración del Vehículo de Transferencia Automatizado (ATV) adaptado como parte del programa ARV (Vehículo de Reentrada Avanzado). La ESA ha considerado diversificar el ATV para incluir capacidades de reentrada atmosférica, permitiendo el regreso de materiales y tripulación desde la EEI, así como el transporte de personal hacia la estación. En 2013, la ESA alcanzó un acuerdo con la NASA para utilizar una versión del ATV para el módulo de servicio de la nave espacial Orión.

Debido al éxito de la plataforma ATV, la retirada en el 2010 del programa STS (Programa del transbordador espacial) y también a la capacidad de los sistemas Progress y Soyuz, EADS Astrium ha sugerido diversificar el ATV y crear sobre la base de este una nueva familia de vehículos. Estos contarían con capacidad de reentrada atmosférica, tanto para hacer regresar materiales de la EEI como tripulación, y también capacidad de transporte de personal hacia la EEI.
Esta nueva gama de naves puede verse apoyada en gran medida, primero, por el retraso de tres años anunciado por los contratistas de la NASA en el proyecto Orión, y en segundo lugar, por el fin en 2011 de la ley de excepciones que ampara a la NASA, la cual permite, pese a las restricciones americanas sobre el tema de transferencias tecnológicas, intercambiar tecnología y contratar servicios con agencias rusas. 
En respuesta a esta propuesta, y al no alcanzar acuerdos con la agencia rusa Roscosmos en el grado de participación en el programa Advanced Crew Transportation System, en noviembre de 2008 el Consejo de Ministros de la ESA aprobó el programa ARV (Advanced Re-entry Vehicle, Vehículo de reentrada avanzado), y el 7 de julio del siguiente año se encarga a Astrium Space Transportation la dirección del estudio de este programa. El presupuesto de este programa asciende a 21 millones de euros, e incluye el estudio sobre el transporte de carga a la EEI y su posterior retorno a la Tierra. 
En 2013 la ESA alcanzó un acuerdo con la NASA para utilizar una versión de la plataforma ATV para el módulo de servicio de la nave espacial Orión, que debía realizar su primer vuelo en 2017.